# Pralietarskaja Pabieda
Pralietarskaja Pabieda (biał. Пралетарская Пабеда, ros. Пролетарская Победа) – przystanek kolejowy w pobliżu miejscowości Pierasady, w rejonie borysowskim, w obwodzie mińskim, na Białorusi. Leży na linii Moskwa - Mińsk - Brześć.